# Stazione di Nocera Terinese
La stazione di Nocera Terinese è una stazione ferroviaria posta sulla linea Battipaglia-Reggio Calabria. Serviva il centro abitato di Nocera Terinese.